# A Night in San Francisco
A Night in San Francisco es un álbum en directo del músico norirlandés Van Morrison, publicado por la compañía discográfica Polydor Records en abril de 1994. El álbum, el segundo en directo de la carrera de Morrison, contó con artistas invitados como Candy Dulfer, John Lee Hooker, Junior Wells y Jimmy Witherspoon, así como la hija de Morrison, Shana.
En junio de 2008, Polydor reeditó A Night in San Francisco con un tema extra: una versión en directo de «Cleaning Windows». 

## Grabación
El álbum fue recopilado de varios conciertos ofrecidos en el Masonic Auditorium de San Francisco (California) el 18 de diciembre de 1993 y en el Mystic Theater de Petaluma (California) el 12 de diciembre. La canción extra, «Cleaning Windows», fue grabada el 17 de diciembre en el Masonic Auditorium.
«In the Garden»/«You Send Me»/«Allegheny» fue nominada al Grammy en la categoría de mejor interpretación vocal de rock masculina en la 37ª entrega de los premios.

## Recepción
A Night in San Francisco obtuvo buenas reseñas en general de la prensa musical tras su publicación. Richard Williams, de The Independent, escribió: «A Night in San Francisco... va desde el corazón del material que inspiró a Morrison: R&B. Está en una forma electrificantemente autorizada, aportando toda su experiencia a algunas de sus mejores canciones».

## Lista de canciones
Todas las canciones escritas y compuestas por Van Morrison excepto donde se anota. 
| Disco uno |                                                                                 |                                             |          |  |
| N.º       | Título                                                                          | Escritor(es)                                | Duración |  |
| 1.        | «Did Ye Get Healed?»                                                            |                                             | 4:18     |  |
| 2.        | «It's All in the Game»/«Make It Real One More Time»                             | Charles Dawes, Carl Sigman / Van Morrison   | 4:19     |  |
| 3.        | «I've Been Working»                                                             |                                             | 3:24     |  |
| 4.        | «I Forgot That Love Existed»/«All Along the Watchtower»                         | Van Morrison/Bob Dylan                      | 6:17     |  |
| 5.        | «Vanlose Stairway»/«Trans-Euro Train»/«A Fool for You»                          | Van Morrison/Van Morrison/Ray Charles       | 6:55     |  |
| 6.        | «You Make Me Feel So Free»                                                      |                                             | 3:14     |  |
| 7.        | «Beautiful Vision»                                                              |                                             | 4:11     |  |
| 8.        | «See Me Through»/«Soldier of Fortune»/«Thank You (Falettinme Be Mice Elf Agin)» | Van Morrison/Van Morrison/Sylvester Stewart | 10:18    |  |
| 9.        | «Ain't That Loving You Baby?»                                                   | Ivory Joe Hunter, Clyde Otis                | 4:44     |  |
| 10.       | «Stormy Monday»/«Have You Ever Loved a Woman?»/«No Rollin' Blues»               | T-Bone Walker/Billy Myles/Jimmy Witherspoon | 6:08     |  |
| 11.       | «Help Me»                                                                       | Sonny Boy Williamson                        | 6:10     |  |
| 12.       | «Good Morning Little Schoolgirl»                                                | Sonny Boy Williamson                        | 3:33     |  |
| 13.       | «Tupelo Honey»                                                                  |                                             | 4:01     |  |
| 14.       | «Moondance»/«My Funny Valentine»                                                | Van Morrison/Richard Rodgers, Lorenz Hart   | 9:09     |  |

| Disco dos | | |          |  |
| N.º       | Título | Escritor(es) | Duración |  |
| 1.        | «Jumpin' With Symphony Sid» | King Pleasure, Lester Young | 4:47     |  |
| 2.        | «It Fills You Up» | | 4:43     |  |
| 3.        | «I'll Take Care of You»/«It's a Man's Man's Man's World» | Brook Benton/James Brown, Betty Newsome | 16:23    |  |
| 4.        | «Lonely Avenue»/«Be Bop a Lula»/«4 O'Clock in the Morning (Try for Sleep)»/«Family Affair»You Give Me Nothing but the Blues»/«When Will I Become A Man?»/«Sooner Or Later»/«Down the Line» | Doc Pomus/Gene Vincent, Bill Davis/ Van Morrison, John Platania/Sylvester Stewart/Van Morrison/Erica Ehm, Tim Thorney/Vernon, Ross, Shaw/Roy Orbison | 14:51    |  |
| 5.        | «So Quiet in Here»/«That's Where It's At» | Van Morrison/James Alexander, Sam Cooke | 5:00     |  |
| 6.        | «In the Garden»/«Real Real Gone»/«You Send Me»/«Allegheny» | Van Morrison/Van Morrison/Sam Cooke/Bill Staines | 9:41     |  |
| 7.        | «Have I Told You Lately» | | 3:51     |  |
| 8.        | «Shakin' All Over»/«Gloria» | Johnny Kidd/Van Morrison | 11:29    |  |

| Temas extra (reedición de 2008) |                                                     |          |  |
| N.º                             | Título                                              | Duración |  |
| 9.                              | «Cleaning Windows»/«The Street Only Knew Your Name» | 3:46     |  |

## Personal
| - Van Morrison: guitarra, armónica, saxofón alto y voz - Haji Ahkba: fliscorno y coros - Geoff Dunn: batería - Georgie Fame: voz, órgano y coros - Ronnie Johnson: guitarras - Teena Lyle: vibráfono, percusión y coros - Jonn Savannah: voz, piano y coros - Nicky Scott: bajo y coros - Kate St. John: saxofón soprano, saxofón tenor y oboe Con: - James Hunter: voz, guitarra y coros - Brian Kennedy: voz y coros | Invitados especiales: - Shana Morrison: voz en "Beautiful Vision" - Candy Dulfer: saxofón alto y coros - John Lee Hooker: voz en "Gloria" - Junior Wells: voz y armónica en "Help Me" y "Good Morning Little School Girl" - Jimmy Witherspoon: voz en "Have You Ever Loved a Woman?", "No Rollin' Blues", "When Will I Become a Man?" y "Sooner Or Later" |

## Posición en listas
| País           | Lista                    | Posición |
| -------------- | ------------------------ | -------- |
| Alemania       | Media Control Charts     | 73       |
| Australia      | ARIA Albums Chart        | 12       |
| Estados Unidos | Billboard 200            | 125      |
| Nueva Zelanda  | New Zealand Music Charts | 9        |
| Países Bajos   | Mega Albums Top 100      | 39       |
| Reino Unido    | UK Albums Chart          | 8        |
| Suecia         | Swedish Albums Chart     | 23       |